# Argelita
Argelita ist eine Gemeinde (Municipio) mit 146 Einwohnern (Stand: 2024) in der Provinz Castellón in der spanischen autonomomen Region Valencia. 

## Geographie
Argelita liegt etwa 33 Kilometer westnordwestlich der Provinzhauptstadt Castellón de la Plana und etwa 65 Kilometer nördlich von Valencia im Bezirk Alto Mijares in einer Höhe von ca. 310 m. 

## Sehenswürdigkeiten
- Burgruine von La Mola del Bou Negre
- Rundturm
- Annenkirche

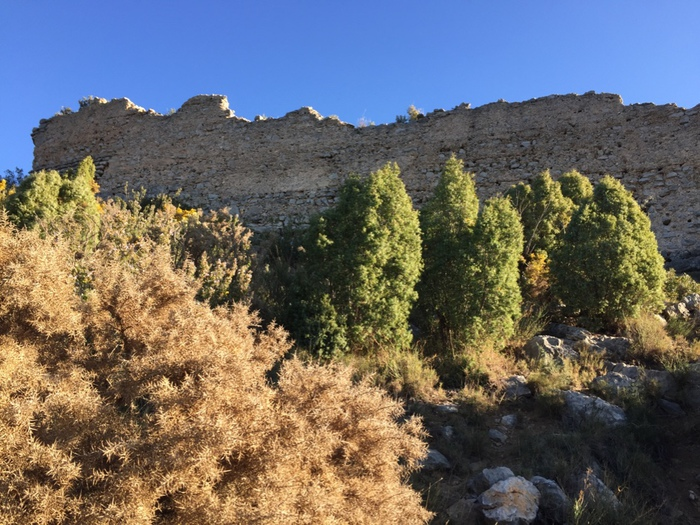
Burgruine
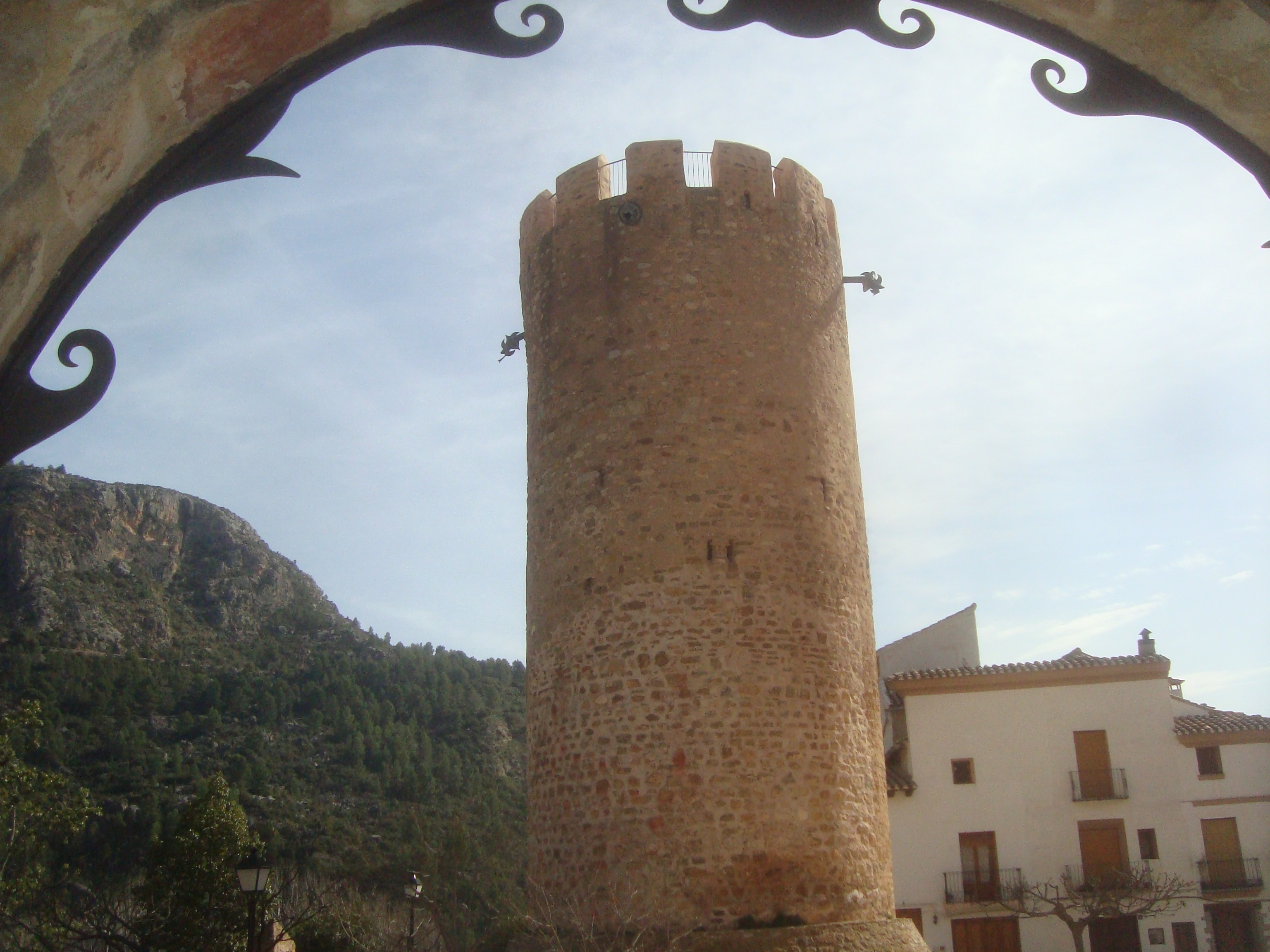
Rundturm
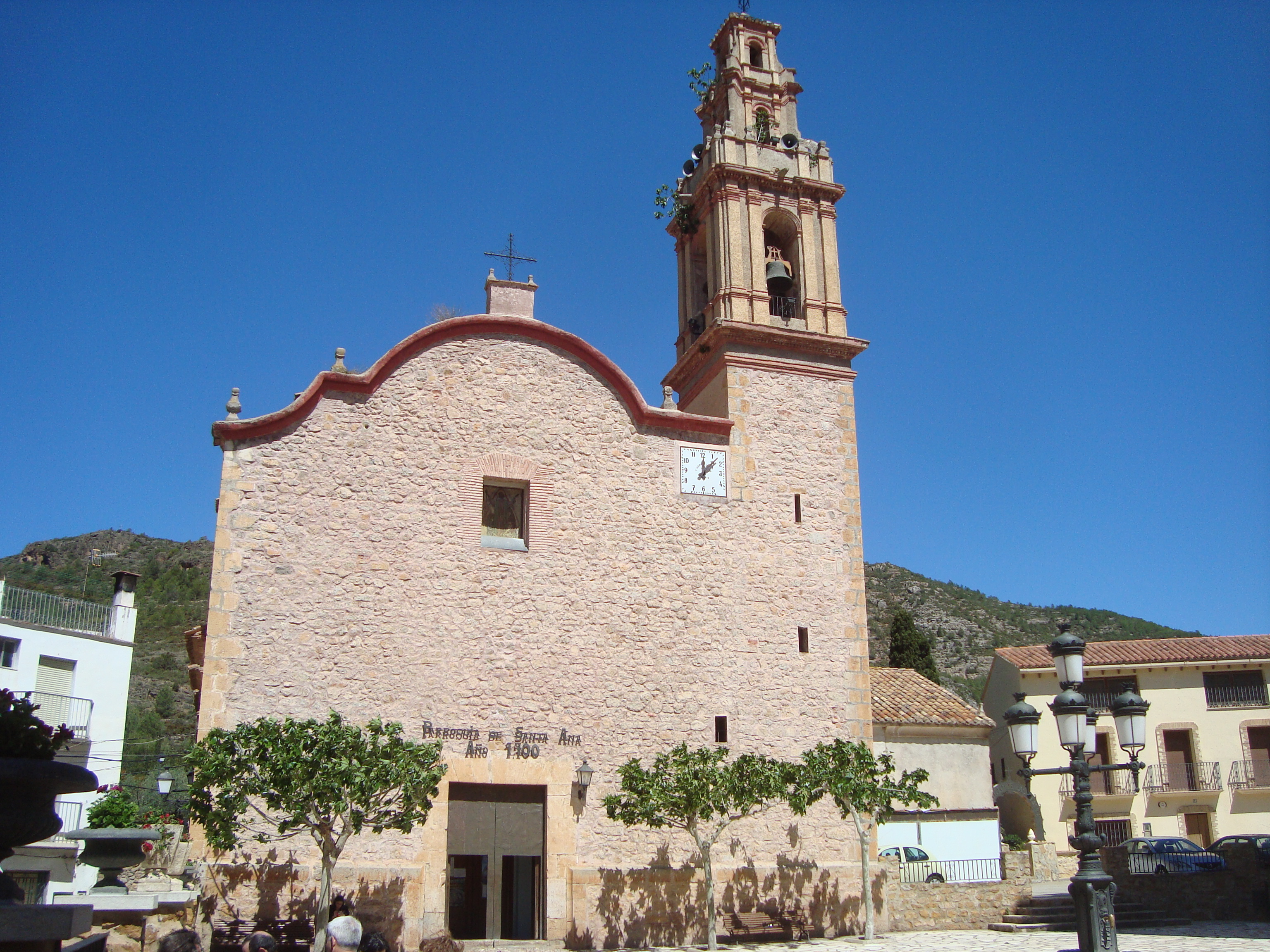
Annenkirche